# 무사시타카하기역
무사시타카하기역(일본어: 武蔵高萩駅, むさしたかはぎえき)은 일본 사이타마현 히다카시에 있는 철도역이다.

## 타는 곳
| 1 | ■ 가와고에 선 | 고마가와·하치오지 방면 |
| 2 | ■ 가와고에 선 | 가와고에 방면          |

## 역세권 정보
- 국도 407호선

## 역사
- 1940년 7월 22일: 영업 개시.
- 2002년 5월: 북쪽 출입구를 신설.
- 2005년 2월 20일: 역사 개축 공사가 완료.

## 사진

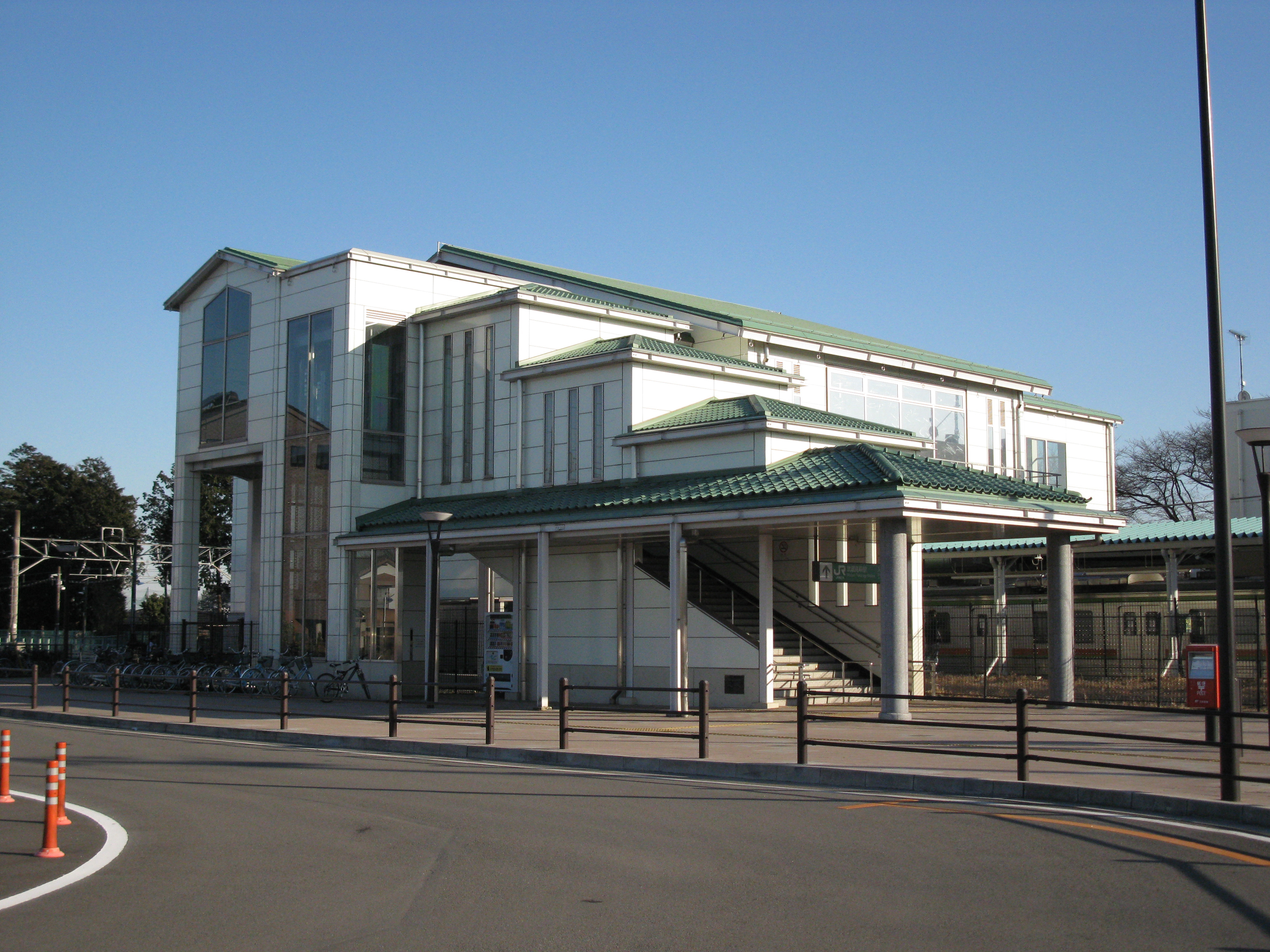
북쪽 모습

## 인접역
| 동일본 여객철도 ■ 가와고에 선 | 동일본 여객철도 ■ 가와고에 선 | 동일본 여객철도 ■ 가와고에 선 |
| ----------------------------- | ----------------------------- | ----------------------------- |
| 가사하타 가와고에 방면        |                               | 고마가와 고마가와 방면        |